# 马塞尔·卡尔内

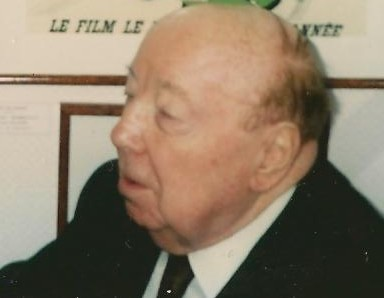
马塞尔·卡尔内

马塞尔·卡尔内（法語：Marcel Carné，1906年8月18日－1996年10月31日），法國电影导演。他一度被推崇为最伟大的法国导演，而后又遭到最严厉的抨击。今天，他的许多影片仍然到处被尊为杰作，而对他导演才能的评论却依然存在严重分歧。《天堂的孩子们》往往被认为是最伟大的电影之一。

## 生平
卡尔内曾担任一些电影杂志的记者。1929年他拍摄了处女作、纪录短片《诺让——星期天的乐园》。后来他曾为雷内·克莱尔（《巴黎屋檐下》，1931年）和雅克·费戴尔担任助手。
1936年他开始独立导演影片。他结识了诗人雅克·普莱卫，后者在此后的十年里是卡尔内绝大部分影片的编剧。继《珍妮》和《怪事》之后，两人合作的《雾码头》获得了巨大成功。普莱卫写的华美而富于诗意的对白、莫里斯·约倍特的配乐、特罗内设计的布景、肖弗坦的摄影、让·迦本和米契尔·摩根这对银幕情侣以及米歇尔·西蒙、皮埃尔·伯拉塞尔的优秀演技，使《雾码头》成为法国电影中登峰造极的作品之一。诗意现实主义流派虽不是由卡尔内缔造的，但其美学特点在该片中体现得淋漓尽致。随后，卡尔内又拍摄了《北方旅馆》和《天色破晓》。
二战期间，卡尔内与普莱卫转向中世纪的题材，拍摄了《夜间来客》和《天堂的孩子们》。后一部影片象一篇关于艺术与现实的伟大演说，将各种不同的戏剧，如闹剧、悲剧、哑剧、电影，甚至生活本身，作了比较。它由于高雅的风格、均衡的结构、杰出的质量和精美的形式，在战后国际间获得了极大的成功，是诗意现实主义的颠峰之作。1979年法国电影技术与艺术科学院评选50年来的法国有声电影十大佳片，该片名列榜首，而《雾码头》名列第九。
但1946年由于《夜之门》的失败，卡尔内与普莱卫分道扬镳。此后他的导演才能越来越遭到质疑，评论界越来越多地把他昔日的杰作归功于普莱卫的剧本以及让·迦本、米契尔·摩根、阿尔莱蒂等人的演技。即使《苔丽丝·拉甘》这样的优秀作品也无法挽回他的声誉。1950年代中后期，卡尔内更是被日后成为“新浪潮”导演的一批年轻影评者视为“优质电影”的代表人物，对他大肆抨击。尽管如此，卡尔内依然继续拍片，直到1977年才退休，其导演生涯几乎长达半个世纪。1979年他当选为法兰西学院院士，这是有史以来作为电影导演获此荣誉的第一人。

## 主要作品
- 1936	《珍妮》	Jenny	（编剧：雅克·普莱卫；主演：弗朗索瓦丝·罗珊）
- 1937	《怪事》	Drôle de drame	（编剧：雅克·普莱卫；主演：弗朗索瓦丝·罗珊）
- 1938	《雾码头》	Quai des brumes (le)	（编剧：雅克·普莱卫；主演：让·迦班、米歇尔·摩根）
- 1938	《北方旅馆》	Hôtel du Nord	（主演：安娜蓓拉、阿尔莱蒂）
- 1939	《旭日东升》	Jour se lève (Le)	（编剧：雅克·普莱卫；主演：让·迦班、阿尔莱蒂）
- 1942	《夜间来客》	Visiteurs du soir (les)	（编剧：雅克·普莱卫；主演：阿尔莱蒂）
- 1945	《天堂的孩子们》	Enfants du paradis (les)	（编剧：雅克·普莱卫；主演：阿尔莱蒂）
- 1946	《夜之门》	Portes de la nuit (les)	（编剧：雅克·普莱卫；主演：伊夫·蒙当）
- 1949	《海港的玛丽》	Marie du port, La	（主演：让·迦班）
- 1951	《朱莉叶或梦的钥匙》	Juliette ou la Clef des songes	（主演：钱拉·菲利普）
- 1953	《苔丽丝·拉甘》	Thérèse Raquin	（主演：西蒙·西涅莱）
- 1954	《巴黎的空气》	Air de Paris (l')	（主演：阿尔莱蒂，让·迦班）
- 1958	《作弊者》	Tricheurs (les)
- 1976	《圣经》	Bible, La